# Делагарди, Магнус Юлиус
Граф Магнус Юлиус Делагарди (швед. Magnus Julius De la Gardie; 14 апреля 1669, Стокгольм — 28 апреля 1741, Стокгольм) — шведский генерал-лейтенант (16 января 1717 года), член риксрода, президент Коммерц-коллегии, член партии «шляп».

## Биография
Сын Акселя Юлиуса Делагарди. Окончил Уппсальский университет. С 1689 года на французской королевской службе. Лейтенант, а с 1691 года капитан. Участвовал в войне Аугсбургской лиги, а позже в войне за Испанское наследство. В 1703 году стал подполковником, а в 1707 году — полковником.
В 1709 году вернулся в Швецию. Полковник Далекарлийского пехотного полка. Участник битв при Хельсингборге (1710 год) и Гадебуше (1712 год). Генерал-майор с 23 марта 1713 года. Участник норвежских походов 1716 и 1718 годов. С 16 января 1717 года генерал-лейтенант.

### Семья
Был женат на Хедвиге Катарине Делагарди.
Его дочь, в замужестве Ева Экеблад, стала первой женщиной-членом Шведской королевской академии наук. Внучка Гедвига Делагарди — жена Г. М. Армфельта, первого президента Шведской академии. Правнучка Мария передала фамилию Делагарди своему сыну Александру, служившему в русской армии.